# Saulnières (Eure-et-Loir)
Saulnières település Franciaországban, Eure-et-Loir megyében. Lakosainak száma 772 fő (2022. január 1.). Saulnières Châtaincourt, Garancières-en-Drouais, Crécy-Couvé, Aunay-sous-Crécy, Le Boullay-les-Deux-Églises, Saint-Sauveur-Marville, Saint-Jean-de-Rebervilliers és Fontaine-les-Ribouts községekkel határos.

## Népesség
A település népessége az elmúlt években az alábbi módon változott:
| Lakosok száma | 357  | 475  | 469  | 588  | 647  | 680  | 709  | 758  | 814  | 772  |
|               | 1968 | 1982 | 1990 | 2006 | 2013 | 2015 | 2017 | 2019 | 2020 | 2022 |